# Кизин, Михаил Михайлович
Михаил Михайлович Кизин (род. 3 июня 1968) — российский концертно-камерный певец, баритон, народный артист России, доктор искусствоведения, профессор ВАК.

## Биография
В 1994 году окончил факультет актёров музыкального театра, поступил в аспирантуру вокальной кафедры Российской Академии театрального искусства (ГИТИС), класс вокала профессора А. К. Матюшиной.
В 1995 году совершенствовал вокальное мастерство у Дитриха Фишера-Дискау. Возглавлял МОО «Камерная филармония».
В 1996 году принимает приглашение Людмилы Зыкиной к творческому сотрудничеству в Государственном Академическом русском народном ансамбле «Россия» в качестве солиста.
C 2001 года совмещает концертную деятельность с должностью директора Регионального благотворительного общественного фонда «Фонд Людмилы Зыкиной».
Работает над темой диссертации на кафедре театроведения и истории музыки Российской Академии театрального искусства (ГИТИС), научный руководитель — профессор К. Л. Мелик-Пашаева.
С 2009 года — кандидат искусствоведения, педагог академического пения.
С 2009 года работает над темой докторской диссертации в Федеральном государственном научно-исследовательском учреждении — Российский институт культурологии.
С 2012 года контракт в «Hintergrund-Agentur» (Германия).
C 2015 года — профессор, заведующий кафедрой вокального искусства и оперной подготовки в Московском государственном институте музыки имени А. Г. Шнитке.

## Творчество
Для творчества певца характерна универсальность репертуарной стилистики: романсы, арии из опер, песни, песнопения — произведения разных жанров, от старинной музыки до эстрадных «насыщенных ритмом» композиций.
Сольные концертные программы певца исполненные в Московском концерном зале им. П. И. Чайковского и филармониях регионов РФ: «Арии из опер русских композиторов», «Арии из опер Дж. Верди», «Романсы композиторов «Могучей кучки»», «Романсы П. И. Чайковского», «Песни и романсы Модеста Мусоргского», «Вокальные циклы Густава Малера», «Вокальная поэма Георгия Свиридова "Отчалившая Русь"», итальянские народные песни и авторские произведения.
СD-диски: «Русские народные песни» в двух альбомах; «Старинные романсы»; «Романсы М. Глинки»; «Романсы А. Гурилева»; «Романсы А. Даргомыжского»; «Романсы П. Чайковского»; вокальная поэма «Хождение Богородицы по мукам».

## Награды и звания
- Заслуженный артист Республики Марий Эл (1997 год);
- Медаль «В память 850-летия Москвы» (1997 год);
- Заслуженный артист Российской Федерации (14 ноября 1998 года) — за заслуги в области искусства[4];
- Народный артист Российской Федерации (11 марта 2006 года) — за большие заслуги в области искусства[5];
- Профессор, аттестат Высшей аттестационной комиссии при Министерстве науки и высшего образования Российской Федерации.

## Документальные фильмы
- 2008 — Михаил Кизин. Лучшие песни, студия музыкальных программ ГТРК «Культура», реж. Сергей Сидоренко;
- 2009 — Людмила Зыкина. Я недолюбила, ООО «БеМиС Продакшн» по заказу ОАО «Первый канал», реж. Геннадий Курлаев;
- 2000 — Концерт старинного русского романса. Поёт Михаил Кизин — Кинокомпания МОО ЦАКИ.

## Публикации
- Истоки вокального мышления А. П. Иванова // Вестник Чувашского университета, Выпуск № 6. — Чебоксары, 2006.
- А. П. Иванов — мастер оперной сцены // Известия Российского государственного педагогического университета им. А. И. Герцена, Аспирантские тетради, Выпуск № 6 (24). — СПб., 2007.
- Алексей Иванов: певец-актер в телестудии // Вестник Ставропольского государственного университета, научный журнал, выпуск № 48. — Ставрополь, 2007.
- Новые технологии в обучении певца-актера // Аспирант и соискатель, Выпуск № 3. — М., 2001.
- А. П. Иванов — певец-актер, режиссёр, педагог, художник, писатель // Театр. Живопись. Кино. Музыка. — М., 2005.
- Русская песня в судьбе замечательного певца Алексея Иванова // «Творчество народов мира», Выпуск № 3. — М., 2007.
- А. П. Иванов: актёр-певец (творческий метод) // автореферат диссертации, на правах рукописи. — М., 2008.
- А. П. Иванов: актёр-певец (творческий метод) // текст диссертации, на правах рукописи. — М., 2008.
- Совершенствование творческого самоанализа в условиях студии звукозаписи // Инновации в педагогическом образовании: в 2 ч.: Ч. 1: Материалы II Международной научно-практической конференции. — Новосибирск: Изд. НГПУ, 2008.
- Ментальная репрезентация в процессе создания вокального образа в условиях студии звукозаписи // Роль звуковой среды в формировании ментальности молодежи. Материалы международной научно практической конференции. — Липецк, ЛГПУ, 2008.
- Новые методы вокальной педагогики // Молодежь в науке и культуре XXI века. Материалы Международного научно-творческого форума. — Челябинск: Изд. ЧГАКИ, 2008.
- Совершенствование певческих навыков педагогов дополнительного музыкального образования в режиме звукозаписи // Творческий потенциал специалиста. Материалы всероссийской научно-практической конференции. — Белгород, БелРИПКППС, 2009.
- Древнерусские вокальные традиции // Научный журнал. Вестник Челябинского государственного университета, № 43 (181). — Челябинск, 2009.
- Византийская православная вокальная традиция в русской песенной культуре: особенности и влияние // Научный журнал. Вестник Поморского университета, № 9. — Архангельск, 2010.

## Дискография
Георгий Свиридов (2004)
«Отчалившая Русь» — поэма на слова Сергея Есенина
1. Осень 
2. Я покинул родимый дом
3. Отвори мне, страж Заоблачный 
4. Серебристая дорога
5. Отчалившая Русь
6. Симоне, Петр…Где ты? Приди…
7. Где ты, где ты, отчий дом
8. Там, за млечными холмами…
9. Трубит, трубит погибельный рог!
10. По-осеннему кычит сова…
11. О верю, верю, счастье есть!
12. О родина, счастливый и неисходный час!
Русские народные песни 1. (2005)
1. Коробейники 
2. Раскинулось море широко
3. Эх, Настасья 
4. Глухой, неведомой тайгою 
5. Дубинушка 
6. Ехал из ярмарки ухарь — купец 
7. Славное море — священный Байкал 
8. Эй, ухнем 
9. Хуторок 
10. По диким степям Забайкалья 
11. Живёт моя, красотка 
12. Среди долины ровныя 
13. Кабы Волга — матушка 
14. Бурлацкая (без сопровождения) 
15. Матушка Волга (без сопровождения) 
16. Пчёлочка златая
Русские народные песни 2. (2005)
1. На горе, горе 
2. Эх, ты доля! 
3. Высоко звезда просветила 
4. По пыльной дороге 
5. Кольцо души-девицы 
6. Соловьём залётным 
7. Как на дубе, на высоком 
8. Не грусти ты, красна — девица 
9. Матушка Волга 
10. Солнце всходит и восходит 
«Старинные русские романсы. Я встретил Вас…» (2005)
1. «Лебединая песнь» — музыка и слова М. Пуаре 
2. «Oмрачитесь, глаза…» — музыка Г. Березовского, слова А. Кольцова 
3. «Грусть и тоска безысходная» — музыка и слова М. Вавича 
4. «Душистые кудри и черные очи» — музыка Кугушева, слова К. Бахтурина
5. «Мы оба лжём» — музыка Б. Прозоровского, слова Б. Тимофеева
6. «Мы вышли в сад» — музыка М. Толстого, слова А. Толстой 
7. «Мы встретились случайно» — музыка и слова Л. Дризо 
8. «Мне не жаль» — музыка О. Данауровой, слова А. Апухтина 
9. «Не идеал ты красоты…» — музыка М. Слонова, слова неизвестного автора
10. «Не обмани» — музыка А. Дюбюка, слова Г. Гейне 
11. «Побудь со мной» — музыка Н. Зубова, слова А.Блока 
12. «Нищая» — музыка А. Алябьева, слова П. Ж. Беранже, перевод Д. Ленского 
13. «Портрет» — музыка А. Спиро, слова М. Лермонтова 
14. «Сердце, сердце! Что ты плачешь!» — музыка А. Дюбюка, слова А. Майкова
15. «Тебя любить, обнять и плакать над тобой» — музыка Н. Ширяева, слова А. Фета 
16. «Тебе одной» — музыка И. Рыбасова, слова О. Кареева 
17. «У камина» — музыка и слова П. Баторина 
18. «Ах, я влюблён в глаза одни» — музыка А. Вилинского, слова Т. Щепкиной-Куперник 
19. «В мире есть красавица одна» — музыка Шентермай, слова А. Ефременко 
20. «Гони ямщик» — музыка В. Семенова, слова К. Остапенко 
21. «Я встретил Вас…» — музыка неизвестного автора, слова А. Фета
«Песни на тему военных лет. Письмо из сорок пятого» (2005)
1. Дороги 
2. На безымянной высоте 
3. Баллада о красках 
4. Черноглазая казачка 
5. Темная ночь 
6. Смуглянка 
7. Где же вы, друзья однополчане
8. Журавли 
9. Два брата 
10. Письмо из сорок пятого 
11. Песнь о солдате 
12. Майский вальс 
13. Завещаю
«Весна на Заречной улице» (2005)
1. Милая мама
2. Песня из к/ф «Весна на Заречной улице» (2005)
3. Старые липы 
4. Машенька 
5. Дерева 
6. Колокола 
7. Темная ночь 
8. Элегия 
9. Юность вольная 
10. Реченька 
11. Липчанка 
12. Слушай, теща 
13. Старый клён 
14. Мелодия 
15. Письмо матери
«Эпоха русского романса. Романсы на музыку М. И. Глинки» (2006)
1. Забуду ль я (С. Голицын)
2. В крови горит огонь желанья (А. Пушкин) 
3. Не искушай меня без нужды (Е. Баратынский)
4. Как сладко с тобой мне быть (И. Козлов)
5. Ах ты, ночь ли, ноченька (А. Дельвиг)
6. Признание (А. Пушкин)
7. Сомнение (Н. Кукольник)
8. Победитель (В. Жуковский)
9. Ночной смотр (В. Жуковский)
10. Рыцарский романс (Н. Кукольник)
11. Я помню чудное мгновенье (А. Пушкин)
12. Как сладко с тобой мне быть (П. Рындин)
13. Северная звезда (Е. Ростопчина)
14. Бедный певец (В. Жуковский)
15. Баркарола (Н. Кукольник)
16. К ней (А. Мицкевич)
Эпоха русского романса. Романсы на музыку А. С. Даргомыжского (2006)
1. «Восточный романс» (А. Пушкин)
2. «Я Вас любил» (А. Пушкин)
3. «Камень тяжелый» (Народные слова)
4. «Мне грустно…» (М. Лермонтов)
5. «Влюблен я, дева — красота» (Н. Языков)
6. «Я помню глубоко…» (Д. Давыдов)
7. «Не, судите люди добрые…» (А.Тимофеев)
8. «Червяк» (комическая песня) (В. Курочкин)
9. «Мельник» (А. Пушкин)
10. «Титулярный советник» (П. Вейнберг) 
11. «Ванька — Танька» (Народные слова)
12. «Скрой меня, бурная ночь…» (А. Дельвиг)
13. «Бушуй и волнуйся, глубокое море» (Е. Ростопчин)
14. «Юноша и дева» (А. Пушкин)
15. «Старый капрал» (В. Курочкин)
16. «Ночной зефир струит эфир» (А. Пушкин)
17. «Чаруй меня, чаруй!» (Ю. Жадовская)
18. «Колыбельная песня» (Народные слова)
19. «Как пришел муж из-под горок» (Народные слова)
20. «Оделась туманами Сиерра — Невада» (В. Ширков)
«Русский романс» (2007)
1. О, если б мог выразить в звуке
2. Ямщик не гони лошадей
3. Вдоль по улице метелица метет
4. Милая
5. Улица, улица
6. Гори, гори, моя звезда!
7. Нет, не тебя так пылко я люблю
8. Не пробуждай воспоминаний
9. Обойми, поцелуй
10. И скучно и грустно
11.Свидание
12. Я помню вальса звук прелестный
13. Разлука
14. Бубенцы
15. Тройка мчится, тройка скачет
16. Только раз
17. Утро туманное
Классические русские романсы. Александр Гурилёв (2009)
1. Внутренняя музыка (Н. Огарев)
2. Я помню робкое желание (Н. Огарев)
3. Чёрный локон (Неизвестный автор)
4. Песнь моряка (Н. Греков)
5. Её здесь нет (Неизвестный автор)
6. Сердце — игрушка (Э. Губер)
7. Век юный, прелестный (Н. Кондошин)
8. Однозвучно гремит колокольчик (М. Макаров)
9. Песня ямщика (К. Бахтурин)
10. Улетела пташечка (С. Сельский)
11. И скучно и грустно (М. Лермонтов)
12. Вьется ласточка сизокрылая (Н. Греков)
13.Разлука (А. Кольцов)
14. После битвы (Н. Щербина)
15. Я помню взгляд (неизвестный автор)
16. Воспоминание («Ни небо лазурное»), (А. Дьяков)
17. Вам не понять моей печали… (Неизвестный автор)
18. Я говорил при расставаньи… (А. Фет)